# Rue Montesquieu (Lyon)
Pour les articles homonymes, voir Rue Montesquieu.
La rue Montesquieu est une rue située dans le 7e arrondissement de Lyon, en France.

## Situation et description
Cette rue porte le nom du philosophe des Lumières Montesquieu. Elle relie d'ouest en est le quai Claude-Bernard le long du Rhône (au niveau de la piscine du Rhône) et la rue de la Madeleine au niveau de la place Saint-Louis.
Elle traverse plusieurs rues importantes comme la rue de Marseille et l'avenue Jean-Jaurès. La rue abrite une l'école Notre-Dame qui est une école maternelle catholique privée.

## Histoire
Située dans le quartier de La Guillotière, la rue accueille historiquement de nombreuses populations migrantes.
Durant l'entre-deux-guerres, le nombre d’étrangers augmente beaucoup dans le 7e arrondissement. En 1926, dans la rue Montesquieu on compte ainsi 198 étrangers de diverses nationalités (grecs, espagnols, turcs, suisses, bulgares, arméniens, russes, algériens et serbes) principalement logés dans des garnis qui sont des habitats précaires et souvent insalubres.
Durant l'été 2012, la destruction programmé de deux immeubles, propriétés du Grand Lyon, conduit à l'expulsion de 120 personnes Roms qui les squattaient. Cet emplacement est maintenant un vaste espace ouvert à l'angle de la rue Mazagran et il devient la place Mazagran. Cette dernière accueille depuis 2003 les « jardins d’Amaranthes », un jardin collaboratif conçu par l’artiste Emmanuel Louisgrand et qui longe la rue Montesquieu. Le jardin s'est régulièrement agrandi au fil des restructurations immobilières et est maintenant aisément reconnaissable grâce à la serre métallique orangée.
Le 8 septembre 2017, le RAID intervient à la suite d'une rixe dans un bar associatif avec des coups de feu, onze personnes seront interpellés,